# Bin Ueda
Bin Ueda (上田敏?, Ueda Bin; Tōkyō, 1874 – 9 luglio 1916) è stato un poeta, critico letterario e traduttore giapponese.
Fu attivo fin dagli anni ottanta del XIX secolo all'interno delle cerchie letterarie gravitanti intorno all'Università Imperiale di Tōkyō. Dopo la morte del suo mentore Kitamura Tōkoku (1894), prese il suo posto nella direzione della rivista letteraria Bungakukai (Mondo letterario). Fin dagli anni dell'università, Bin si segnalò per la facilità di apprendimento delle lingue e per la spiccata curiosità nei confronti delle tradizioni poetiche occidentali. Studiò e si laureò all'Università Imperiale di Tōkyō sotto la guida di Lafcadio Hearn.
Dopo aver studiato francese e inglese all'università, negli anni successivi Bin cominciò anche a impratichirsi del tedesco e dell'italiano. Apprese anche le basi del latino. Tradusse, tra le altre cose, poesie di Robert Browning, Dante Gabriel Rossetti, Dante, Heinrich Heine. 
Partecipò con numerosi articoli e traduzioni al dibattito letterario dei primi anni del secolo. Il suo contributo fu decisivo nel processo di sprovincializzazione dei poeti giapponesi. Con le sue numerose traduzioni, apparse su diverse riviste quali Subaru (Le Pleiadi) e Myōjō (Venere), introdusse per la prima volta presso il pubblico giapponese la poesia simbolista francese (Paul Verlaine, Stéphane Mallarmé) e belga (Georges Rodenbach, Émile Verhaeren, Maurice Maeterlinck). Fu inoltre tra i primi traduttori in giapponese di Charles Baudelaire e Gabriele D'Annunzio.
Le sue traduzioni più famose di poeti simbolisti confluirono nel 1905 nella raccolta Kaichōon (海潮音? Il suono della marea). L'impatto dell'opera fu decisivo nel processo di assimilazione dei modelli occidentali da parte dei poeti giapponesi, tanto che in molti la considerano come uno dei capolavori della "poesia in nuovo stile" (shintaishi), nata nel periodo Meiji.  
All'interno della raccolta compare forse la traduzione più famosa di Bin, quella condotta sul testo di Chanson d'automne di Paul Verlaine.
Come poeta originale, il contributo di Bin alla storia della letteratura giapponese fu decisamente meno significativo. Benché il suo nome sia oggi legato soprattutto alle traduzioni di poeti simbolisti di lingua francese, Bin prediligeva lo stile dei Parnassiani. Tra i suoi autori preferiti (a cui si ispirerà nei suoi componimenti originali), figurano Leconte de Lisle, José-Maria de Hérédia e François Coppée.